# اریک ورنسکیولد

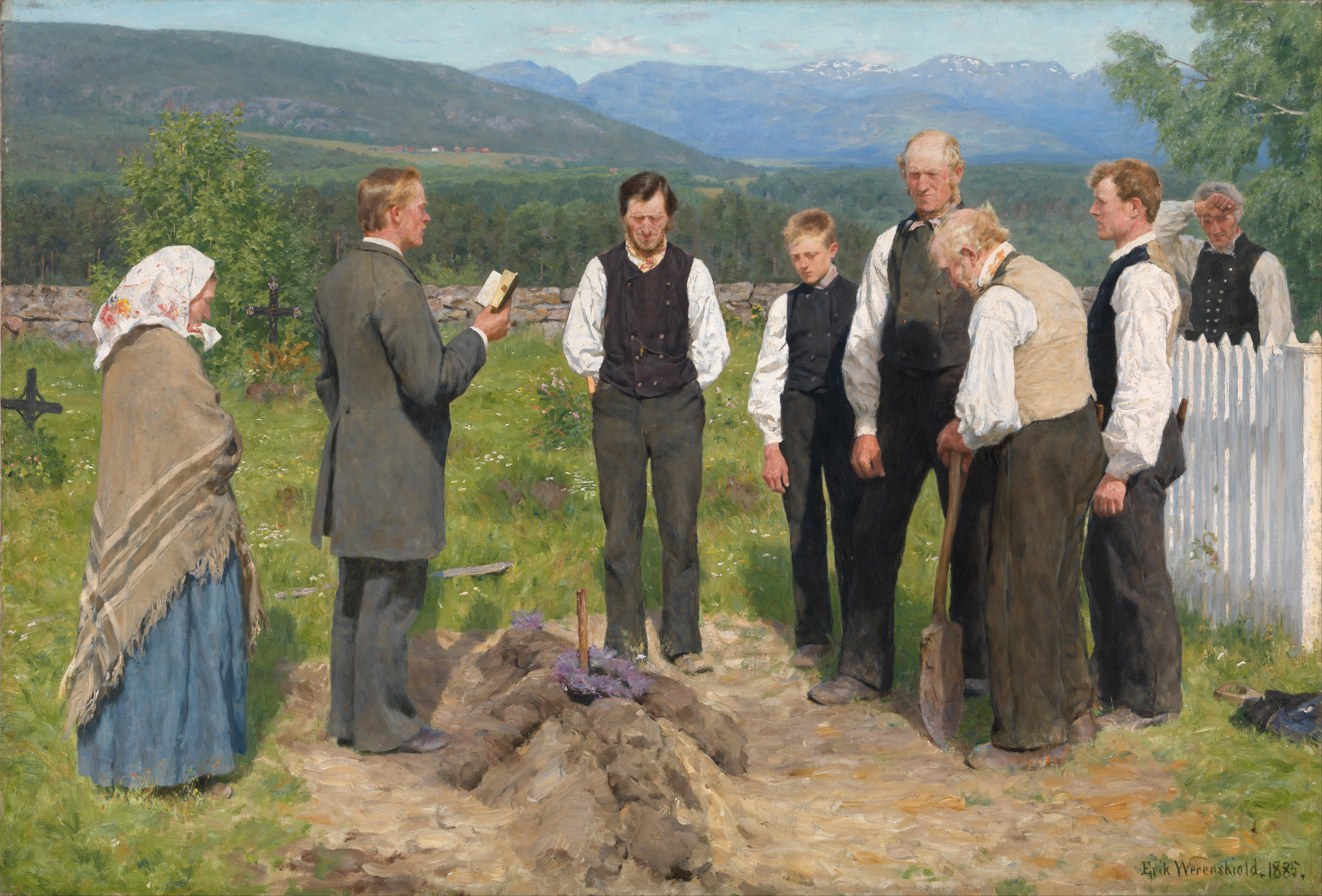
خاک‌سپاری کشاورز، نام یک اثر نقاشی در سبک رمانتیسم است که در سال ۱۸۸۵ میلادی، توسط اِریک ورنسکیولد خلق شد. اثر مراسم خاک‌سپاری سادهٔ یک کشاورز نروژی را به تصویر کشیده‌است. این اثر اکنون در مالکیت نگارخانه ملی نروژ قرار دارد.

اریک ورنسکیولد (انگلیسی: Erik Werenskiold; ۱۱ فوریهٔ ۱۸۵۵ – ۲۳ نوامبر ۱۹۳۸) سنگ‌تراش، تصویرگر، و نقاش اهل نروژ بود. او به ویژه برای نقاشی‌هایش برای مجموعه‌های اسبیرنسن و مورس افسانه‌های بومی نروژی و تصاویرش برای نسخه نروژی اسنوری استارلوسون همیس کرینگلا (Snorri Sturlason Heimskringla) شناخته شده‌است.

## نگارخانه

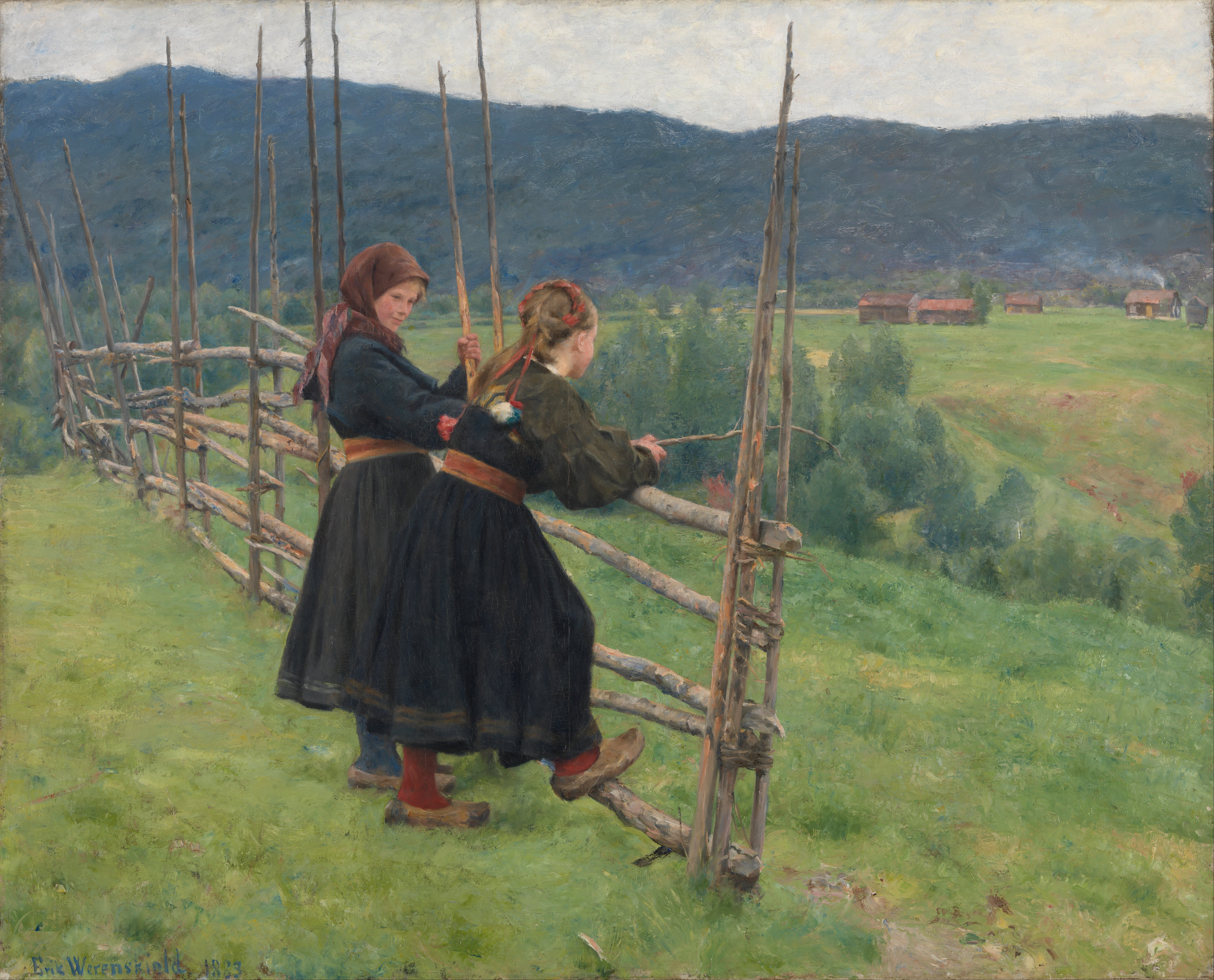
سپتامبر ۱۸۸۳ م. گالری ملی نروژ
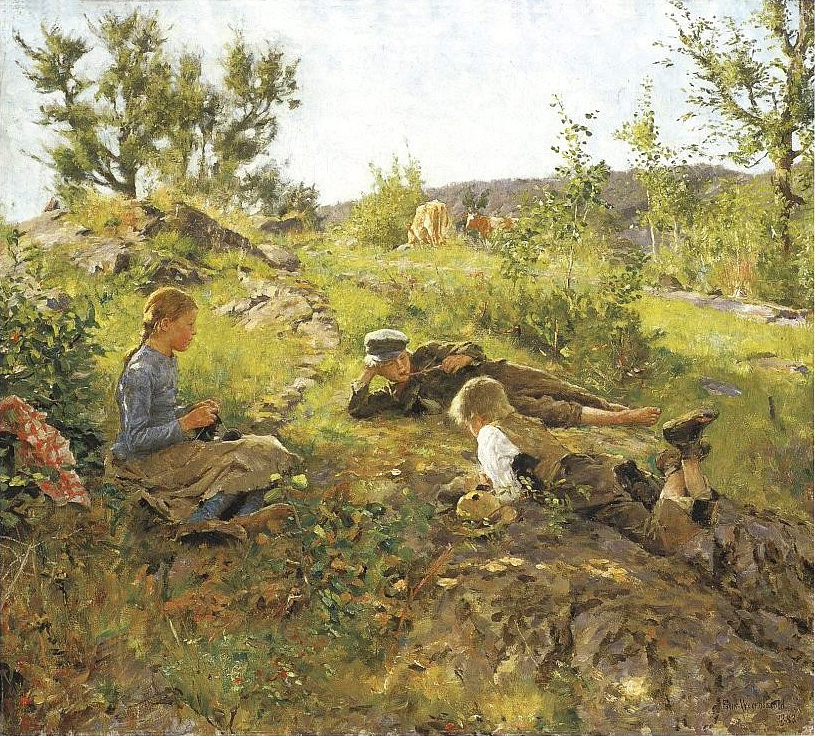
چوپانان در تتوی (۱۸۸۳)
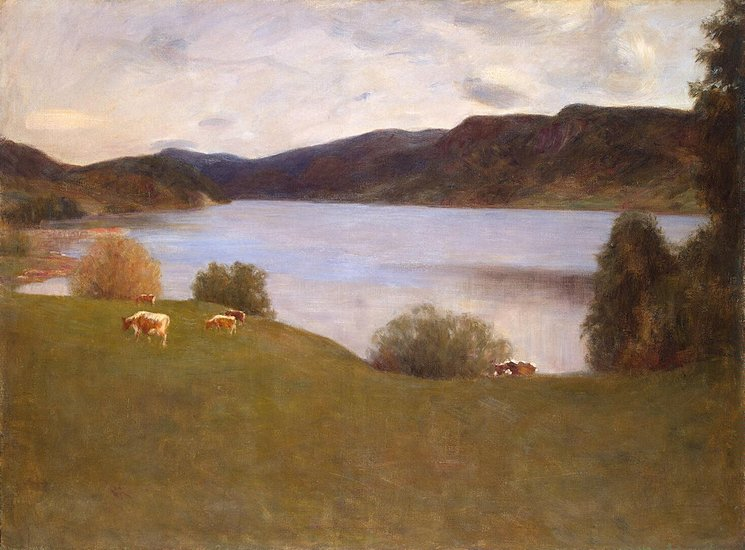
منظره با دریاچه (۱۸۹۵)
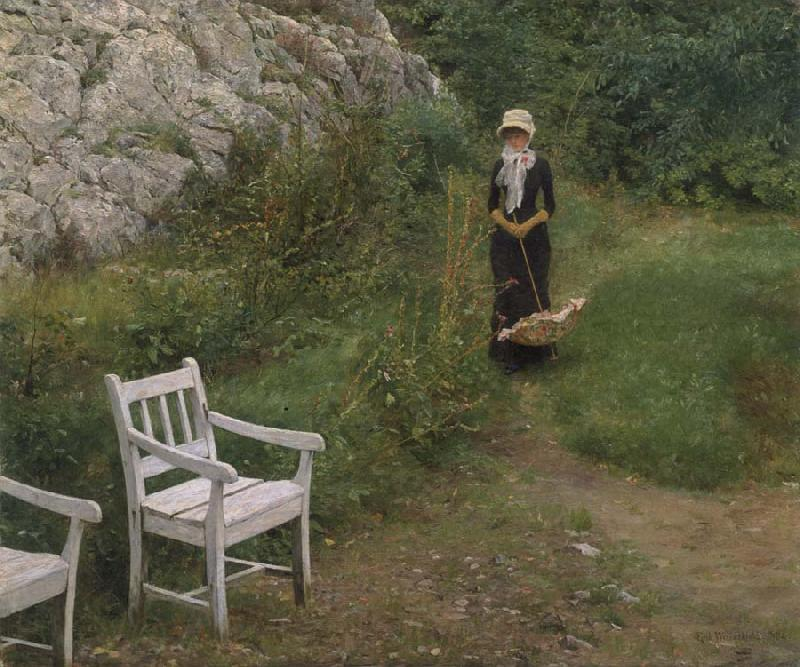
در محیط خانواده (۱۹۰۰)
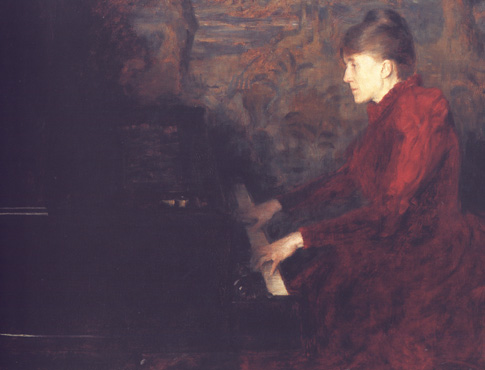
پرتره اریکا نیسان (۱۸۹۲)
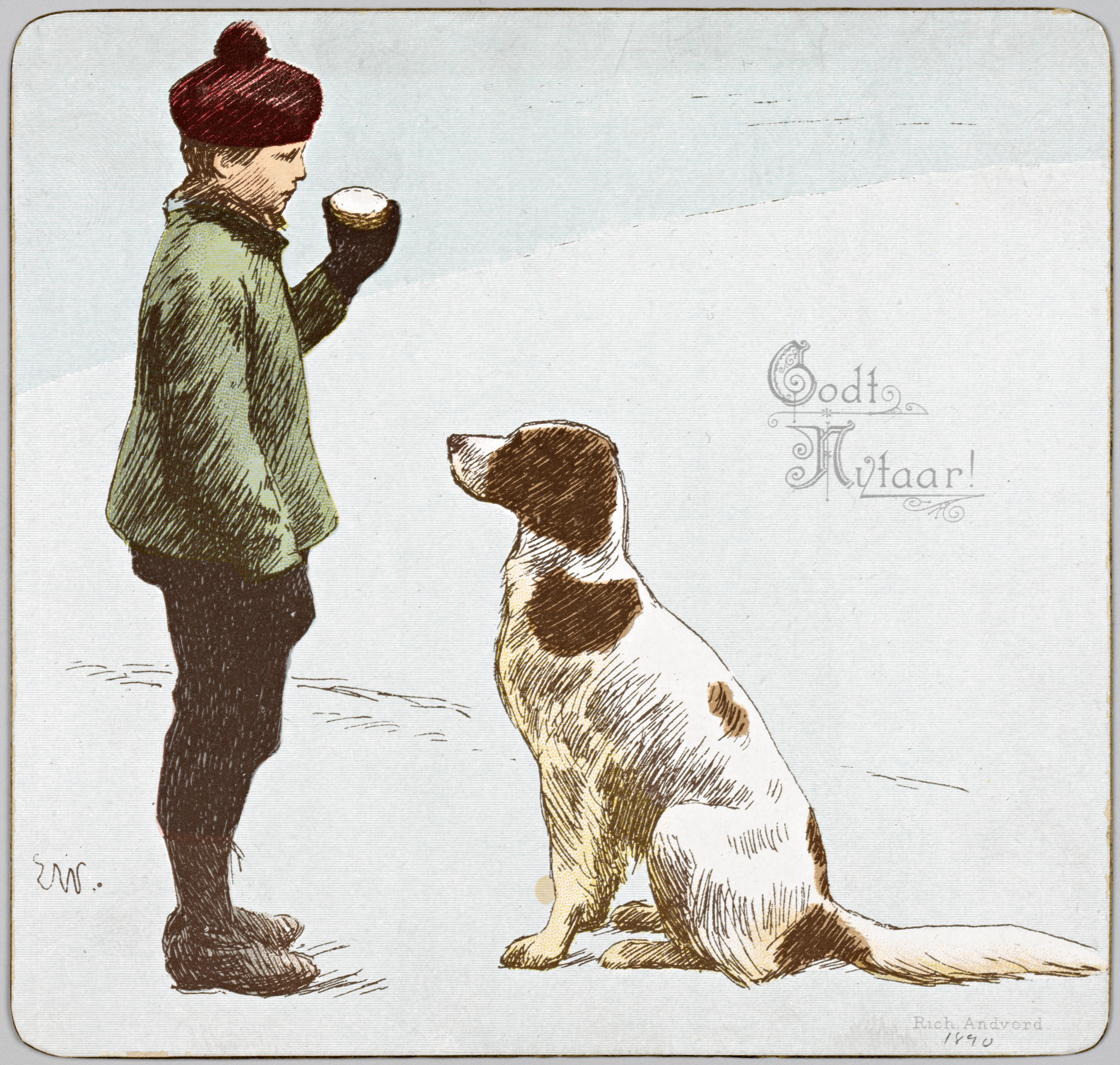
گوت نیتار! (سال نو مبارک ۱۸۹۰)
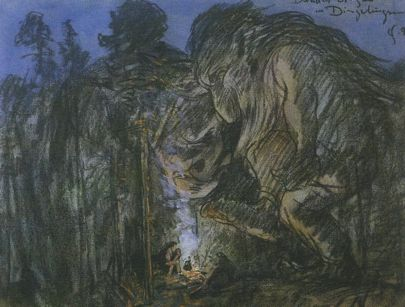
ترول‌ها(۱۸۹۵)
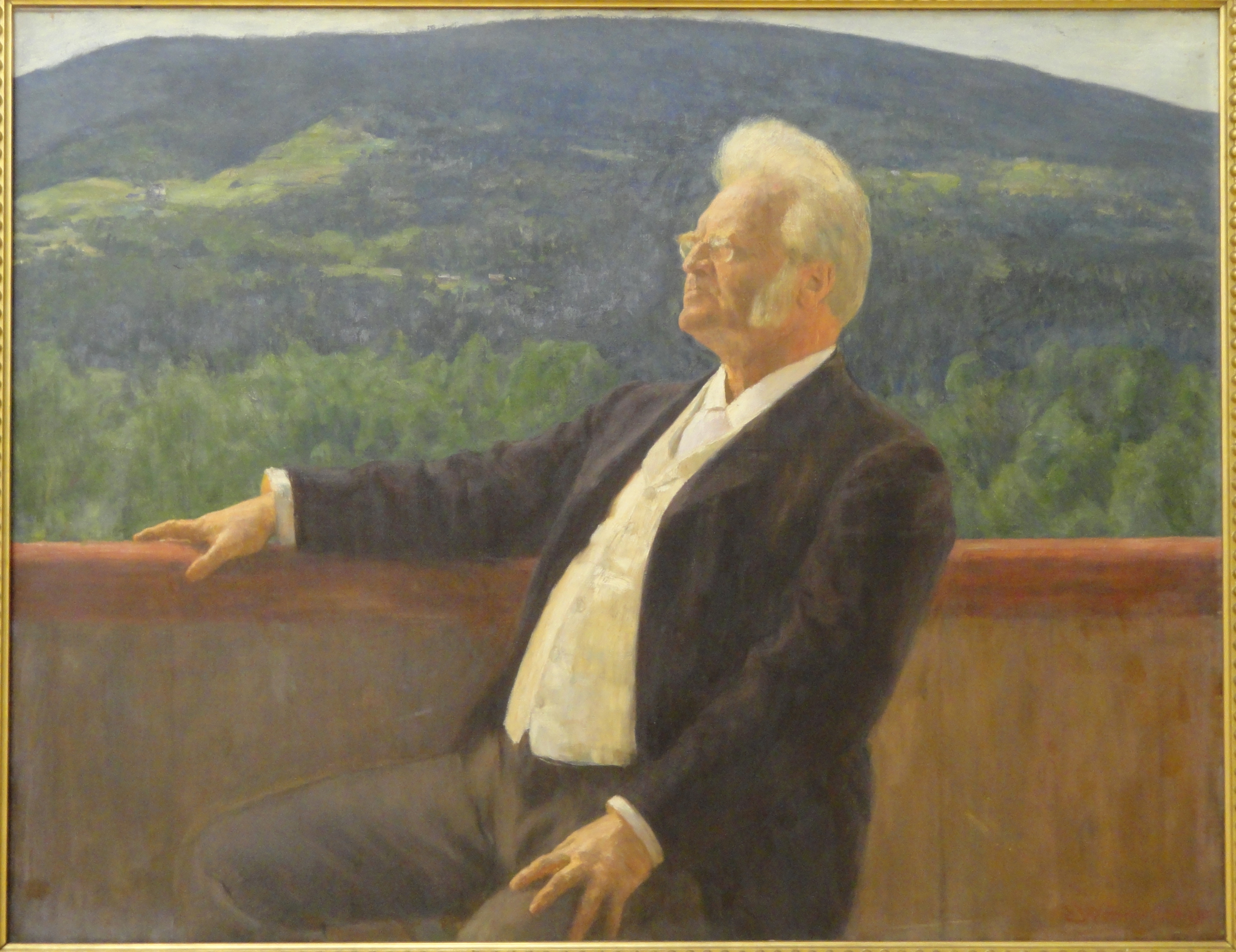
پرتره بیورنستیرنه بیورنسون (۱۸۹۵)
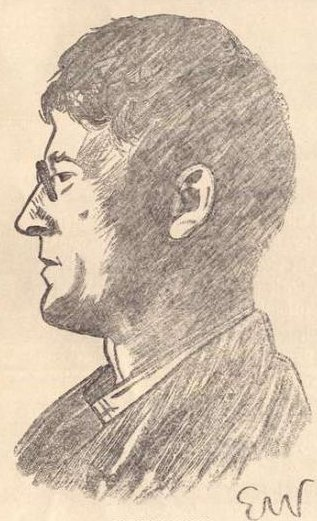
کنوت هامسون (۱۸۸۹)
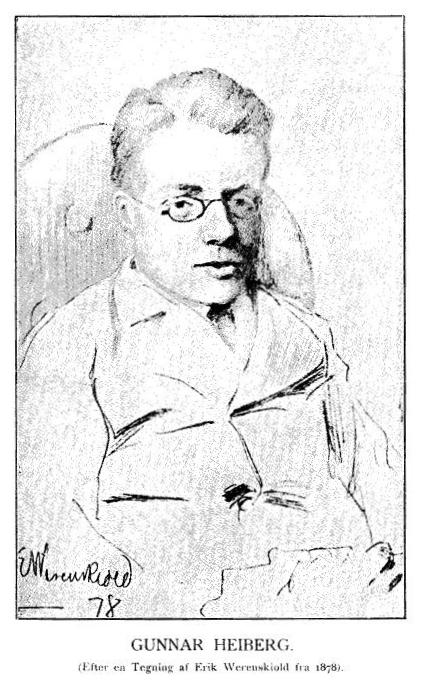
گونا هایبرگ (۱۸۷۸)
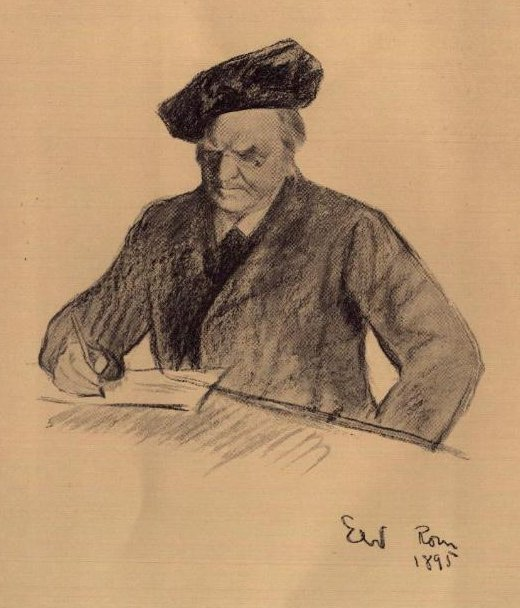
بیورنستیرنه بیورنسون (۱۸۹۵)